# Lena (obwód archangielski)
Lena (ros. Лена) – wieś (sieło) w Rosji, w obwodzie archangielskim, w rejonie leńskim. W 2010 liczyła 372 mieszkańców.